# Liste der Bodendenkmäler im Neunhofer Forst
Auf dieser Seite sind die Bodendenkmäler in dem mittelfränkischen gemeindefreien Gebiet Neunhofer Forst zusammengestellt. Diese Tabelle ist eine Teilliste der Liste der Bodendenkmäler in Bayern. Grundlage ist die Bayerische Denkmalliste, die auf Basis des Bayerischen Denkmalschutzgesetzes vom 1. Oktober 1973 erstmals erstellt wurde und seither durch das Bayerische Landesamt für Denkmalpflege geführt wird. Die folgenden Angaben ersetzen nicht die rechtsverbindliche Auskunft der Denkmalschutzbehörde.

| Lage                       | Objekt                                                          | Akten-Nr.     | Bild |
| -------------------------- | --------------------------------------------------------------- | ------------- | ---- |
| Neunhofer Forst (Standort) | Bestattungsplatz vorgeschichtlicher Zeitstellung mit Grabhügel. | D-5-6432-0080 |      |
| Neunhofer Forst (Standort) | Bestattungsplatz vorgeschichtlicher Zeitstellung mit Grabhügel. | D-5-6432-0083 |      |
| Neunhofer Forst (Standort) | Bestattungsplatz mit Grabhügel vorgeschichtlicher Zeitstellung. | D-5-6432-0154 |      |
| Neunhofer Forst (Standort) | Bestattungsplatz mit Grabhügel vorgeschichtlicher Zeitstellung. | D-5-6432-0155 |      |